# Caroline Vasicek
Caroline Vasicek,  (* 19. August 1974 in Wien) ist eine österreichische Schauspielerin und Musicaldarstellerin.

## Ausbildung und Karriere
Sie hat ihre Ausbildung in Tanz, Schauspiel und Musical in Wien (im Tanz-Gesang-Studio Theater an der Wien von Peter Weck) absolviert. Bereits mit zehn Jahren stand sie das erste Mal auf den Brettern, die die Welt bedeuten, und erhielt mit dreizehn Jahren ihre erste Hauptrolle. Sie war die Erzählerin in dem Andrew-Lloyd-Webber-Musical Joseph and the Amazing Technicolor Dreamcoat, in welchem sie in Österreich und auch Ungarn auftrat. Später trat sie als Fanny in den Musicals Elisabeth (Theater an der Wien) und als Sandy Grease (Wiener Raimundtheater) auf. Mit der Titelrolle der Belle in der Uraufführung des Disney-Musical Die Schöne und das Biest (1995–1997) gelang ihr der endgültige Durchbruch.
Nun wurde sie auch vom Film entdeckt und spielte die weibliche Hauptrolle der Elena Kolotschewa in Franz Antels Der Bockerer II – Österreich ist frei, welcher die Spitze der Kinocharts eroberte. Mit Charles Aznavour drehte sie ihren zweiten Film, Hochzeit in Wien, in Wien und Frankreich.
Anschließend ging sie mit der Disney Fantasy Musical Gala auf Europatournee. Erneut spielte sie anschließend bis Anfang 1999 die Rolle der Sandy im Musical Grease, diesmal allerdings nicht in Wien, sondern in Düsseldorf und in der Berliner Uraufführung im Theater des Westens. Für die beiden Disneyfilme Arielle, die Meerjungfrau (österreichische Version) und Mulan sang sie die weibliche Hauptrolle.
In der Rolle der Nannerl, Mozarts Schwester, stand sie in ihrer ersten Welturaufführung auf der Bühne – im Musical Mozart im Theater an der Wien.
Die Dreharbeiten für ihre nächste Filmrolle in Der Bockerer III – Die Brücke von Andau folgten, dessen Premiere im März 2000 war. Zwischendurch war sie in einer Folge der TV-Serie Medicopter 117 mit dabei und 2003 drehte sie erneut unter der Regie von Franz Antel, Bockerer IV.
Es folgte im August 2001 in Köln die Rolle der Stephanie in Saturday Night Fever. Nach Wien zurückgekehrt war sie von August bis November 2002 die Sally in Me and My Girl in Baden bei Wien.
Ab Herbst 2003 war sie im Theater in der Josefstadt im Stück Bei Kerzenlicht zu sehen.
Im Dezember 2003 stand sie in Musical Christmas in Vienna im Raimundtheater auf der Bühne, mit dabei waren u. a. André Bauer, Jesper Tydén, Carin Filipčić, Jasmina Sakr, Dennis Kozeluh. Durch den Abend führte Alexander Goebel.
2007 spielte und sang sie in dem Musical Dracula von Frank Wildhorn (in Graz, zusammen mit u. a. Thomas Borchert und Uwe Kröger) die Rolle der Lucy Westenra.
Im Oktober 2008 veröffentlichte sie eine Kinderlieder-CD und ein Buch. Ihre dreijährige Tochter Marvie hatte sie dazu angeregt, nachdem sie dieser immer die Lieder vorgesungen hatte, die ihr eigener Vater für sie in demselben Alter geschrieben hatte. So entstand die CD und das gleichnamige Buch Ich träum von einer Kinderwelt. Die Lieder wurden von Christian Kolonovits arrangiert und Ruth Brauer-Kvam illustrierte das Buch. Beides stellte sie im Wiener smalltalk kidscafé vor.
2008 stand sie in den Wiener Kammerspielen in den Stücken Othello darf nicht platzen und Im weißen Rössl auf der Bühne.

## Filme (Auswahl)
- 1996: Der Bockerer II – Österreich ist frei
- 1997: Sans cérémonie (Fernsehfilm)
- 1998: Arielle, die Meerjungfrau (The Little Mermaid, Österreichische Version: Stimme und Gesang)
- 1998: Mulan (Deutsche Version: nur Gesang)
- 2000: Der Bockerer III – Die Brücke von Andau
- 2001: Medicopter 117 – Jedes Leben zählt (Fernsehserie, Episode Liebe oder Tod)
- 2003: Der Bockerer IV – Prager Frühling
- 2007: Dracula (Musical, Graz)
- 2024: Die 3 von der Tankstelle (Weitra)

## Veröffentlichungen
- 2008 CD und Buch Ich träum von einer Kinderwelt
- 2002 CD Boris Eder und Caroline Vasicek singen Hermann Leopoldi (Liveaufnahme vom 21./22. September 2002 im RadioKulturhaus mit Georg Breinschmid, Roman Gottwald, Thomas Huber, Michael Kahlig, Marcus Ratka, Florian Schäfer) ORF CD 315